# Hansine Andræ
Hansine Pouline Andræ, født Schack (5. april 1817 i Sengeløse – 17. marts 1898 i København) var en dansk kvindesagsforkæmper. Hun var søster til forfatteren og politikeren Hans Egede Schack og kvindesagsforkæmperen Marie Rovsing.
Født i Sengeløse Sogn, hvor faderen var sognepræst Nicolai Clausen Schack (1781-1844) og moderen Tagea Dorothea Erasmi (1785-1841).
Hun blev gift den 23. november 1842 med matematikeren og politikeren, gehejmekonferensråd Carl Christopher Georg Andræ (1812-1893), søn af kaptajn Johann Georg Andræ og Nicoline Christine Holm.

## Børn
- Poul (født 1843)
- Victor (født 1844)

Hun er begravet på Assistens Kirkegård.